# Will Rogers
Will Rogers (właśc. William Penn Adair Rogers ; ur. 4 listopada 1879 w Oologah, zm. 15 sierpnia 1935 na półwyspie Point Barrow) – amerykański aktor filmowy i teatralny, artysta wodewilowy oraz osobowość radiowa.

## Filmografia
- 1918: Śmiejący się Bill Hyde jako Bill Hyde
- 1921: A Poor Relation jako Noah Vale
- 1929: Szczęśliwe dni jako wykonawca w przedstawieniu minstreli
- 1932: Down to Earth jako Pike Peters
- 1933: Jarmark miłości jako Abel Frake
- 1935: W starym Kentucky jako Steve Tapley
- 1935: The County Chairman jako Jim Hackler

## Wyróżnienia
Posiada dwie gwiazdy na Hollywoodzkiej Alei Gwiazd.